# Diego Enrique Osorno
 (septembre 2023).
La mise en forme du texte ne suit pas les recommandations de Wikipédia : il faut le « wikifier ».
Les points d'amélioration suivants sont les cas les plus fréquents. Le détail des points à revoir est peut-être précisé sur la page de discussion.
- Les titres sont pré-formatés par le logiciel. Ils ne sont ni en capitales, ni en gras.
- Le texte ne doit pas être écrit en capitales (les noms de famille non plus), ni en gras, ni en italique, ni en « petit »…
- Le gras n'est utilisé que pour surligner le titre de l'article dans l'introduction, une seule fois.
- L'italique est rarement utilisé : mots en langue étrangère, titres d'œuvres, noms de bateaux, etc.
- Les citations ne sont pas en italique mais en corps de texte normal. Elles sont entourées par des guillemets français : « et ».
- Les listes à puces sont à éviter, des paragraphes rédigés étant largement préférés. Les tableaux sont à réserver à la présentation de données structurées (résultats, etc.).
- Les appels de note de bas de page (petits chiffres en exposant, introduits par l'outil «  Source ») sont à placer entre la fin de phrase et le point final[comme ça].
- Les liens internes (vers d'autres articles de Wikipédia) sont à choisir avec parcimonie. Créez des liens vers des articles approfondissant le sujet. Les termes génériques sans rapport avec le sujet sont à éviter, ainsi que les répétitions de liens vers un même terme.
- Les liens externes sont à placer uniquement dans une section « Liens externes », à la fin de l'article. Ces liens sont à choisir avec parcimonie suivant les règles définies. Si un lien sert de source à l'article, son insertion dans le texte est à faire par les notes de bas de page.
- La présentation des références doit suivre les conventions bibliographiques. Il est recommandé d'utiliser les modèles {{Ouvrage}}, {{Chapitre}}, {{Article}}, {{Lien web}} et/ou {{Bibliographie}}. Le mode d'édition visuel peut mettre en forme automatiquement les références.
- Insérer une infobox (cadre d'informations à droite) n'est pas obligatoire pour parachever la mise en page.

Pour une aide détaillée, merci de consulter Aide:Wikification.
Si vous pensez que ces points ont été résolus, vous pouvez retirer ce bandeau et améliorer la mise en forme d'un autre article.
Vous pouvez aider à l'améliorer ou bien discuter des problèmes sur sa page de discussion.
Diego Enrique Osorno (né le 1er décembre 1980, Monterrey Nouveau León) est un écrivain et reporter indépendant, narrateur de plusieurs conflits du xxie siècle au Mexique et dans d'autres pays d'Amérique Latine.
Il a publié des chroniques et des reportages dans des médias internationaux tels que Gatopardo, Réforma (en espagnol : Reforma, sans accent sur le ‘e’), L’Espresso, Proceso, Newsweek, Internazionale, Lettres Libres, Courrier International, Étiqueta Negra, VICE et L'Universal. Il a aussi publié divers livres de non-fiction et dirigé des documentaires.

## Parcours
En 2012, il est considéré comme l'un des Nouveaux Chroniqueurs des Indes, selon la Fondation Gabriel García Márquez pour le Nouveau Journalisme Iberoamericano. Il a été témoin des principaux conflits sociaux de la dernière décennie au Mexique. En dehors du pays, il a couvert en tant que journaliste des évènements au Liban, en Syrie, en Bolivie, au Venezuela, à Cuba, en Colombie, au Pérou, en Équateur, en Haïti et au Honduras, entre autres pays. Il a été professeur de chronique et reportage à l'École de Journalisme Carlos Septién García et à l'Université de Monterrey. Il a aussi donné des conférences à l'École d'Affaires de Copenhague, l'Université de Princeton, l'Université du Texas, l'Institut Technologique et d'Études Supérieures de Monterrey, le ITAM, la UNAM et l'Université d'Arizona. Il a fait partie de la Commission de la Vérité de Oaxaca, où ont été documentés des crimes contre l'Humanité dans lesquels des fonctionnaires étaient impliqués dans des exécutions extrajudiciaires ainsi que des actes de torture.
Il est auteur de livres de chroniques qui traitent des  thèmes politiques et sociaux du Mexique actuel. Quelques-uns de ses titres, Le Cártel de Sinaloa (2009), La Guerre des Zetas (2012) et Contre les États-Unis (2014), ont été inclus dans les listes annuelles du meilleur de la littérature de journalisme littéraire du quotidien Reforma. Plusieurs de ses livres, comme Slim, Biographie politique du mexicain le plus riche du monde (2015) ont été traduits dans plusieurs langues.
Il publie une colonne hebdomadaire dans le quotidien Máspormás, est cofondateur de Bengale, une agence consacrée à la création et développement d'histoires pour cinéma et télévision avec siège dans la Ville de Mexico, il dirige Le Quartier Ancien, un projet journalistique-communautaire pour stimuler la chronique dans des zones de Nouveau León bouleversées par la violence, dans une initiative de régénérer le tissu social à partir du journalisme narratif.

## Études et participation dans le milieu journalistique
Diplômé en 2002 à l'Université Autonome de Nuevo León (UANL), Diego Enrique Osorno a entamé son travail de journaliste et de reporter sur la chaîne radio du Groupe "Radio Alegría" (1998–1999). Il a conduit le programme radiophonique "La Humareda", de Notiradio 660 (2000), est devenu éditeur du journal Voix de la Région Citrícola (2000). Il a intégré l'équipe du Quotidien de Monterrey [devenu Milenio Monterrey] où il a mené divers reportages d'enquête qui ont provoqué la destitution de fonctionnaires impliqués dans des actes de corruption. Depuis l'an 2000, avant qu'éclate la violence dans le nord-est du Mexique, il a documenté la présence des groupes du trafic de narcotiques et stupéfiants dans la zone.
Après avoir passé un an hors du pays, il est rentré au Mexique pour intégrer l'équipe de Recherches Spéciales de Millénaire Quotidien. Il  a couvert l'importante répression de Atenco, la crise du syndicat de mineurs, l'Autre Campagne de l'EZLN (Armée Zapatiste de Libération Nationale), la Commune de Oaxaca et d'autres faits marquants de la guerre contre le narco au Sinaloa, Michoacan, Tamaulipas et Nuevo Leon.
quelques chroniques et articles à reveler: À cinq ans du manantial masacrado (VICE, 2016), sur l'inefficacité du gouverneur de Coahuila pour rendre justice aux victimes et affectés des disparitions forcées dans le nord du pays à cause du crime organisé; Le mécène qui utilise une calculatrice (L'Universal, 2016), sur le magnat mexicano-libanais Carlos Slim Helú; L'écrivain qui n'est pas devenu lâche ni cannibale (Gatopardo, 2016), sur l'hétéroclite écrivain Juan Villoro à partir d'une conversation à Barcelone; Entretien avec un journaliste menacé (Gatopardo, 2016), sur la vie de l'écrivain napolitano en exil Roberto Saviano après y avoir été condamné à mort par la mafia italienne; Messico: “We love Chapo” (2014), sur le tsar des drogues mexicain le Chapo Guzmán, publié en italien en Il Fatto Quotidiano;  Venez manger le cocktail de crevettes le plus grand du monde au terroir des massacres les plus terribles du Mexique (VICE, 2014), sur un festival culinaire dans une zone du nord du Mexique frappée par la violence; Hannibal Lecter est de Monterrey (VICE, 2013), sur un docteur détenu dans les 60, accusé d'assassinat et de démembrement de corps, duquel le romancier Thomas Harris s'inspirât pour créer le fameux assassin en série interprété par Anthony Hopkins dans le filme Le silence des agneaux; How à Mexican cartel demolished à town, incinerated hundreds of victims, and got away with it (VICE, 2014), sur la violence infligée par le crime organisé dans le nord du Mexique; il est mort l'inventeur de la arrachera (Publimetro, 2013), sur le boucher José Inés Cantú et ses apports à la gastronomie du nord-est du Mexique; Je suis coupable (Le Quartier Ancien, 2013), sur l'histoire du père de famille Roberto Zavala après avoir perdu  son fils dans l'incendie de la Garderie ABC à Hermosillo, Sonore; Entretien avec un Zeta (Gatopardo, 2013), une rencontre organisée par Osorno entre le journaliste Jon Lee Anderson et un soldat du groupe criminel Zeta; et The Ex Majeur, une chronique qui fait le portrait du politique mexicain Maurice Fernández Garza (Étiquette Noire, 2013, aussi traduite en l'anglais pour la publication International Boulevard), entre autres.
Ses textes, inscrits dedans du genre journalistique connu comme journalisme narratif, ont été compris dans des anthologies publiées aux EE.UU., à Cuba, au Royaume-Uni, en l'Espagne, au Venezuela et autres pays.

## Filmographie
- La montaña, documental (Detective, 2023)
- 1994, serie documental (Netflix, Inc, 2019)
- Vaquero de mediodía, documental (Bengala, 2019)
- Dios nunca muere, documental (Ojo de Agua Comunicación, 2016).
- Los cuadros negros, serie web documental (Bengala, 2015).
- El poder de la silla, documental (Bengala, 2014).
- Entrevista con un Zeta, cortometraje documental (Bengala, Gatopardo; 2013).
- El alcalde, documental (Bambú, Imcine; 2012).

## Projets
Après un long voyage au Moyen-Orient où il a couvert plusieurs conflits[Quand ?], il s'est consacré à réaliser des recherches sur les déplacements forcés, les séquestrations, les viols et la mort d'environ quatre-vingt mille personnes, entre 2007 et 2010[réf. nécessaire], à la suite de la déclaration de guerre contre le trafic de stupéfiants déclarée par le président Felipe Calderón en 2006.
Il s'est inspiré de la réflexion de Ryszard Kapuściński, reporter polonais qui a couvert cinquante guerres du XXe siècle : “Aujourd'hui, pour comprendre vers où nous allons, il ne faut pas se focaliser sur la politique, mais sur l'art”[réf. nécessaire].